# Toutlemonde

Toutlemonde este o comună în departamentul Maine-et-Loire, Franța. În 2009 avea o populație de 1,124 de locuitori.